# Anchietea
Anchietea es un género de plantas con flores perteneciente a la familia Violaceae. Comprende diez especies.

## Especies
- Anchietea exaltata
- Anchietea frangulaefolia
- Anchietea parvifolia
- Anchietea peruviana
- Anchietea pyrifolia
- Anchietea raimondii
- Anchietea roquefeilliana
- Anchietea salutaris
- Anchietea selloviana
- Anchietea suma